# BBC Radio 1Xtra
La BBC Radio 1Xtra (nota anche semplicemente come 1Xtra) è una stazione radio digitale di musica urban contemporanea e nera nel Regno Unito di proprietà e gestita dalla BBC.  Lanciata alle 18:00 il 16 agosto 2002, era stata chiamata in codice Network X durante il periodo di consultazione ed è la stazione gemella di BBC Radio 1. La stazione viene trasmessa dall'ottavo piano della New Broadcasting House, condivisa con Radio 1 e Asian Network.
Dalla metà del 2017 la gestione di 1Xtra è stata fusa con quella di BBC Asian Network. Il capo della BBC Asian Network Mark Strippel ha avuto il controllo congiunto di entrambe le stazioni.

## Policy musicale
La musica di BBC Radio 1Xtra include in gran parte della musica hip hop, grime, bassline, UK Garage, dubstep, drum and bass, UK funky, house, dancehall, soca, reggae, musica gospel, bhangra, soul e R&B britannico, nordamericano, caraibico e africano. È disponibile su radio digitale (DAB), televisione satellitare, televisione digitale terrestre (Freeview) ed Internet. Il primo brano in assoluto riprodotto su 1Xtra è stato un brano creato appositamente da DJ Skitz e Rodney P e con Beverley Knight e Blak Twang. Lo spettacolo di 5 ore fu presentato dal collettivo Rampage DJ e dal conduttore del mattino della stazione, KC.

## Notizie e programmi parlati
Come parte del suo mandato di servizio pubblico, 1Xtra è tenuta a riportare una quantità importante di notizie, informazioni e contenuti vocali. 1Xtra ha il suo servizio di notizie, 1Xtra News (precedentemente noto come "TX"), che gestito come una filiale delle operazioni di Newsbeat di Radio 1. Il tono e lo stile della presentazione delle notizie è in linea con il pubblico di riferimento generale della stazione: giovane e prevalentemente urbano.
Inizialmente, oltre ai regolari bollettini orari, TX aveva notizie, funzioni e show di discussione di due ore nei giorni feriali con il titolo "TX Unltd" (pronunciato "Unlimited"). Questo show - inizialmente trasmesso in uno spazio dalle 17:00 alle 19:00 - non fu apprezzato, tuttavia, e in seguito fu inserito in un format misto di musica e parlato (simile a quello usato da Jeremy Vine su Radio 2) trasmesso a metà pomeriggio (14: 00-16: 00) e prende il nome dal suo presentatore, Max.
Nel 2009 BBC Trust ha concordato un'ulteriore modifica alla programmazione dei contenuti delle notizie su 1Xtra, in modo tale da poter utilizzare lo stesso format gestito con successo da Newsbeat di Radio 1: due notiziari da 15 minuti, uno a metà giornata e un altro in prima serata, con altre caratteristiche vocali, profili e speciali sociali/culturali trasmessi su base ad hoc all'interno di spettacoli guidati dalla musica e con continui bollettini di notizie orarie ininterrotti. Il Trust richiese che i principali bollettini di 1Xtra non fossero trasmessi contemporaneamente a quelli di Radio 1. Quando i nuovi bollettini furono introdotti alla fine dell'estate 2009, furono trasmessi a mezzogiorno e alle 17:00, con i bollettini di Radio 1 rimasti alle 12:45 e alle 5:45 pm.
Dall'estate 2009 fu riferito che Radio 1 e 1Xtra avrebbero riportato notiziari condivisi nei fine settimana; la diffusione di notizie nei giorni feriali rimase separata.
Nel settembre 2012 si è visto un sostanziale aumento dei bollettini Newsbeat in simultanea con Radio 1. I bollettini del mattino nei giorni feriali alle 6, 7.30, 8.30, e 9.30 rimangono trasmissioni fatte su misura per 1Xtra. Dalle 10:30, i bollettini sono condivisi con Radio 1, comprese le riviste Newsbeat di 15 minuti alle 12:45 e alle 17:45.
Nel primo trimestre del 2011, 1Xtra fece parte di una revisione dell'efficienza condotta da John Myers. Il suo ruolo, secondo Andrew Harrison, amministratore delegato di RadioCentre, era "identificare entrambe le aree di migliori pratiche e possibili risparmi".
Nel novembre 2017, secondo le notizie, Roundhouse Rising collaborerà con 1Xtra.

## Profilo del pubblico
Il pubblico tipico di 1Xtra ha tra i 15 ei 30 anni. La fascia di età superiore è volutamente più bassa della stazione radio gemella 1, che è più vicina ai 35 anni.
Secondo la "Submission to the Secretary of State's review of digital channels" (Sottomissione alla revisione dei canali digitali del Segretario di Stato) nel marzo 2004 Radio 1Xtra "fornisce musica 24 ore al giorno, interrotta da bollettini giornalistici su misura della BBC ed altri interventi parlati progettati specificamente per essere adatti al pubblico".

## Presentatori di spicco

### Attuali
- Kenny Allstar
- Benji B
- Nick Bright
- Diplo
- Amplify Dot
- René LaVice
- MistaJam
- Trevor Nelson
- Annie Nightingale
- David Rodigan
- DJ Target
- Toddla T

Gli spettacoli serali nei giorni feriali iniziano con il dj MistaJam al timone di uno spettacolo multi-genere di tre ore, seguito da sei ore di trasmissione specialistica su misura per un particolare genere (ad es. UK garage, dancehall, ecc.) Tra ottobre 2009 e primavera 2010, dalle 4 alle 6 lo slot ha ospitato un replay della programmazione specializzata scelta nel fine settimana; questo e il programma Morning Mix di un'ora sono stati ritirati nella primavera del 2010 ed è stato presentato un nuovo spettacolo di sei ore a settimana per il mattino (4:00-19:00) condotto da Nick Bright. (Anche la replica dello show notturno Target's Friday di sabato 4 è stato eliminato, per fare spazio al sesto show di Bright). Questo ora è stato sostituito da una ripetizione dello show misto notturno della settimana precedente dalle 4 alle 6 del mattino, dando nove ore di produzione specialistica.
Le trasmissioni notturne nei giorni feriali (1:00-03:00), quelle di sabato (1:00-04:00) e il sabato sera (19:00-01:00) sono ora trasmessi interamente da BBC Radio 1: questo consente di mandare in onda i contenuti urbani dell'ammiraglia Radio 1 su 1Xtra.

### Passati
- Clara Amfo
- Adele Roberts
- Sarah-Jane Crawford
- Gemma Cairney
- Reggie Yates
- Ronnie Herel
- DJ Cameo
- Devin Griffin
- Kelly Rowland
- Ms. Dynamite
- Zena McNally
- Tim Westwood
- Crissy Criss
- DJ Blakey
- Matthew Xia
- Heartless Crew
- DJ Q
- Rodney P
- DJ Skitz
- Ras Kwame
- Robbo Ranx
- Friction
- Panjabi Hit Squad
- DJ Semtex
- Charlie Sloth